# Cours-la-Ville
Cours-la-Ville – miejscowość i dawna gmina we Francji, w regionie Owernia-Rodan-Alpy, w departamencie Rodan. W 2013 roku jej populacja wynosiła 3884 mieszkańców. 
W dniu 1 stycznia 2016 roku z połączenia trzech ówczesnych gmin – Cours-la-Ville, Pont-Trambouze oraz Thel – utworzono nową gminę Cours. Siedzibą gminy została miejscowość Cours-la-Ville. 

## Demografia
W 2013 roku populacja ówczesnej gminy Cours-la-Ville liczyła 3884 mieszkańców. 
|  |

Źródła:
cassini/EHESS (dla danych z lat 1962-2006)
INSEE (dla danych z 2008 i 2013 roku)